# 22番染色体 (ヒト)
ヒト22番染色体（ヒトにじゅうにばんせんしょくたい）とは、常染色体のひとつ。

## 概要
ヒト22番染色体は、性染色体を含めて23種類ある染色体の22番目で、最後の常染色体である。21番染色体の次に小さく、長さは約4900万塩基対で、約700の遺伝子が含まれる。研究者ごとに遺伝子数の推定方法が異なるため、遺伝子数の推定値は複数ある。
22番染色体は当初ヒトの染色体のうち最も小さい染色体であるとされた。しかしその後の詳細な研究により、21番染色体が最小であることが判明した。基本的に染色体の大きい順に番号がつけられるが、21番染色体はダウン症の原因遺伝子としてすでに知名度が高く、結局、研究者は染色体の大きさ順に番号を付け直すことができなかった。

## 遺伝子
22番染色体には、次のような遺伝子が含まれる。
| 遺伝子座        | 遺伝子 | 説明                                         | 関連する疾病    |
| --------------- | ------ | -------------------------------------------- | --------------- |
| 22q11.1-q11.2   | IGL@   |                                              |                 |
| 22q11.21        | TBX1   | T-box 1                                      |                 |
| 22q11           | RTN4R  | レティキュロン4受容体                        | 統合失調症      |
| 22q11.21-q11.23 | COMT   | カテコール-O-メチルトランスフェラーゼ遺伝子  |                 |
| 22q12.1-q13.1   | NEFH   | ニューロフィラメント、ポリペプチド (200 kDa) |                 |
| 22q12.1         | CHEK2  | CHK2チェックポイントの相同体                 |                 |
| 22q12.2         | NF2    | ニューロフィブロミン2                        | 聴神経腫瘍      |
| 22q13           | SOX10  | SRY (性決定領域 Y)-box10                     |                 |
| 22q13.2         | EP300  | E1A結合タンパク質 p300                       |                 |
| 22q13.3         | WNT7B  |                                              |                 |
| 22q13.3         | SHANK3 |                                              | 22q13欠失症候群 |

## 疾病
22番染色体の異常が原因であると考えられている疾患には、以下のようなものがある。
- 筋萎縮性側索硬化症
- 乳癌
- 22q11.2欠失症候群
- 22q13欠失症候群 (en)
- リー・フラウメニ症候群 (en)
- 神経線維腫症2型
- ルビンスタイン・テイビ症候群 (en)
- ワールデンブルグ症候群 (en)
- キャットアイ症候群 (猫の目症候群, en)
- 高メトヘモグロビン血症 (en)
- 統合失調症[4]